# Cristiano de Hanôver (1885–1901)
Cristiano de Hanôver, Príncipe do Reino Unido e Hanôver, Duque de Brunsvique-Luneburgo (Christian Friedrich Wilhelm Georg Peter Waldemar Prinz von Hannover; Gmunden, 4 de julho de 1885 — Gmunden, 3 de setembro de 1901) foi o segundo filho varão de Ernesto Augusto, Príncipe Herdeiro de Hanôver (1845–1923) e da princesa Tira da Dinamarca (1853–1933), a filha mais nova de Cristiano IX da Dinamarca (1818–1906) e Luísa de Hesse-Cassel (1817–1898). Cristiano era um tataraneto de Jorge III do Reino Unido (1738–1820) de Carlota de Mecklemburgo-Strelitz (1744–1818), assim, era bisneto do rei Ernesto Augusto I de Hanôver e da princesa Frederica de Mecklemburgo-Strelitz.

## Biografia
Cristiano desenvolveu apendicite que não foi diagnosticado e tratado e deu condição para tornar-se posteriormente uma peritonite. O príncipe morreu vitimado pela doença aos 16 anos na residência da Casa de Hanôver em Gmunden.